# Músculo hioglosso
O músculo hioglosso é um músculo da língua.